# مصطفى قمر
مصطفى قمر (22 سبتمبر 1966 -)، ممثل ومغني مصري.

## حياته
ولد ونشأ في مدينة الأسكندرية. انتسب إلى كلية التجارة، قسم إدارة أعمال. في البداية كان يغنى خارج المدرجات في كلية التجارة في جامعة الأسكندرية وتعرف بالملحن حميد الشاعري في حفل بالعجمي وسمعه فشجعه على الانتقال إلى القاهرة وكانت بداية مع أغنية ولا يا أبو خد جميل في ألبوم منوعات لقاء النجوم وقبل هذه الأغنية عمل البوم كامل مع فرقه يحيى خليل التي كانت ولكن هذا الالبوم فشل مما اضطر مصطفى إلى الرجوع للتعامل مع الفنان حميد الشاعري الذي كان وقدما مها أعمال لاقت نجاحا ومع طارق مدكور ثم الفنان محمد مصطفى. ومع ظهور برامج الموسيقى مثل البرو تولز وغيرها جذبته فكرة التوزيع الموسيقى وحاول أن يوزع أعماله بنفسه في البوم (هي).

## حياته الخاصة
والده كان مهندساً ولديه اربعه إخوة: ياسر، أحمد، أماني، عبير.

### حياته الأسرية
تزوج من «غادة عيسى» التي كانت زميلته في الجامعة عام 1993 ورزق منها بولدين إياد وتيام كانا قد شاركه في أداء أغنية الطائرة في فيلم بحبك وأنا كمان لكنهما انفصلا عام 2015 ليتزوج سرا من شابة اسمها غادة رزق وهي من الأسكندرية عام 2015

### قضية التشكيك بنسبه
في فبراير2015 رفعت قضية «إثبات نسب» بحقه من قبل شقيقته أماني، بمحكمة الأسرة بالإسكندرية، تشكك في نسبه إليها وأشقائها وتتهمه فيها اخته بالتهرب من التجنيد وتزوير قيد عائلي، بعدما شككت في نسبه لامها وطالبته برد الميراث الذي حصل عليه.
القضية جعلت مصطفى قمر يرد عبر صفحته الرسمية على موقع التواصل الاجتماعي، فيس بوك ومن خلال محاميه، لدحض ادعاء شقيقته بشهادة ميلاده، والقيد العائلي الذي يثبت إدراجه ضمن عائلته وأشقائه

## الألبومات[8]
| الألبوم          | العام | المنتج    |
| ---------------- | ----- | --------- |
| وصاف             | 1991  | سونار     |
| لياليكي          | 1992  | سونار     |
| سكة العاشقين     | 1994  | سونار     |
| إفتكرني          | 1995  | سونار     |
| لمن يهمه الأمر   | 1996  | سونار     |
| طال اليل         | 1997  | روتانا    |
| نار الحب         | 1998  | روتانا    |
| عنيك وحشاني      | 1999  | روتانا    |
| عايشين           | 2000  | عالم الفن |
| حياتى            | 2001  | عالم الفن |
| منايا            | 2002  | عالم الفن |
| بحبك وأنا كمان   | 2003  | عالم الفن |
| أحلام            | 2003  | عالم الفن |
| روحي فيك         | 2003  | عالم الفن |
| إنسى             | 2004  | عالم الفن |
| لسة حبايب        | 2006  | عالم الفن |
| علي ياويكا       | 2007  | عالم الفن |
| هي               | 2010  | عالم الفن |
| مولاي سبحانك     | 2013  | عالم الفن |
| أنا مطمن         | 2014  | عالم الفن |
| ضحكت ليا         | 2019  | MAP       |
| لمن يهمة الأمر ٢ | 2020  | MAP       |

## أغاني مصورة
| الأغنية                                                 | المخرج        | المنتج     |
| ------------------------------------------------------- | ------------- | ---------- |
| وصاف                                                    |               | سونار      |
| مكاتيبي                                                 |               | سونار      |
| حبيبي                                                   | عادل عوض      | سونار      |
| بريدك                                                   | عادل عوض      | سونار      |
| وله يا بو خد جميل                                       |               | سونار      |
| دباديبو                                                 | عادل عوض      | سونار      |
| حبيبي يا بابا نويل                                      | عادل عوض      | سونار      |
| سكة العاشقين                                            |               | سونار      |
| من رمش عينه                                             |               | سونار      |
| بحبك                                                    | أشرف شيحة     | سونار      |
| فين حبيبي                                               |               | روتانا     |
| إفتكرني                                                 | حسين دعيبس    | روتانا     |
| إرمي المنديل                                            | حسين دعيبس    | روتانا     |
| سلمولي                                                  |               | روتانا     |
| طال الليل                                               | أشرف شيحة     | روتانا     |
| السود عيونه                                             | طارق العريان  | روتانا     |
| هنحب ايامنا                                             |               | روتانا     |
| الليلة دوب                                              | طارق العريان  | روتانا     |
| عايشين                                                  | طارق العريان  | عالم الفن  |
| واه يا غزالي مع حميد الشاعري                            | طارق العريان  | عالم الفن  |
| لو سألوني                                               | محسن أحمد     | عالم الفن  |
| حياتي                                                   | ستيفان رينارد | عالم الفن  |
| خبيني                                                   | عثمان أبو لبن | عالم الفن  |
| منايا                                                   | ستيفان رينارد | عالم الفن  |
| من غيرك                                                 | ستيفان رينارد | عالم الفن  |
| لسه حبايب                                               | ستيفان رينارد | عالم الفن  |
| ما بحبكيش                                               | ستيفان رينارد | عالم الفن  |
| إعلي يا مصر                                             | محمد حمدي     | البيت بيتك |
| سنة جاية                                                | ستيفان رينارد | عالم الفن  |
| مريض بالحب                                              | ستيفان رينارد | عالم الفن  |
| يانهار أبيض                                             | إسلام فتحي    | عالم الفن  |
| هي                                                      | دانيال اوريز  | عالم الفن  |
| انا مطمن                                                | ستيفان رينارد | عالم الفن  |
| أوبريت هي دي مصر                                        | بتول عرفه     | الريماس    |
| ضحكت ليا                                                | ياسين حسن     | ماب        |
| زحمة الأيام بمشاركة حميد الشاعري هشام عباس وإيهاب توفيق | ياسين حسن     | كامب       |

## أغاني منفردة
- أغنية «زينة» من البوم لقاء النجوم الإصدار الأول 1988
- أغنية «ولا يا أبو خد جميل» من البوم لقاء النجوم الإصدار الثاني 1989
- أغنية «يا غزالى» مع حميد الشاعري 2000
- أغنية «صوتك مش كفاية» مع شيرين وجدي 2006
- أغنية «بابا نويل» مع نيلى وحسن كامى 1993
- أغنية «اسمعنى» من فيلم قلب جرئ 2002
- أغنية «لسا طريقنا طويل» من فيلم اصحاب ولا بيزنس 2001
- أغنية «مريض بالحب» 2009
- أغنية «ايوه أنت» 2009
- أغنية «ضحكت قالت» 2009
- أغنية «وحشانى» 2006
- أغنية «منقوش على الدبلة» 2006
- أغنية «انتي اللي اخترتي» 2014
- أغنية «عيون ماشاالله » 2015
- أغنية «يخرب عقلك بحبك» 2018
- أغنية «صناعة مصرية» 2024

## الأفلام السينمائية
- 1998: البطل
- 1999: الحب الأول
- 2001: أصحاب ولا بزنس
- 2002: قلب جريء
- 2003: كلم ماما (ضيف شرف)
- 2003: بحبك وأنا كمان
- 2004: حبك نار
- 2005: حريم كريم
- 2007: عصابة الدكتور عمر
- 2008: مفيش فايدة
- 2012: جوة اللعبة
- 2017: فين قلبي
- 2019: قهوة بورصة مصر
- 2021: البعض لا يذهب للمأذون مرتين (ضيف شرف)
- 2023: أولاد حريم كريم

## المسلسلات التلفيزيونية
- 2006: علي يا ويكا
- 2007: لحظات حرجة (ضيف شرف)
- 2010: منتهي العشق 2010
- 2010: زهرة وأزواجها الخمسة (ضيف شرف)
- 2017: في ال لا لا لاند (ضيف شرف)
- 2018: واكلينها والعة (ضيف شرف)
- 2020: واكلينها والعة (ج2) (ضيف شرف)
- 2020: مدرسة الحب (ج2، ج3)
- 2020: اتنين في الصندوق (ضيف شرف)
- 2021: فارس بلا جواز

## المسلسلات الإذاعية
- 2003: مصر إيطاليا بالعكس
- 2008: بحبك يا مجنونة
- 2019: أنا ... ناس

## الرسوم المتحركة
- 2006: توتو وبيجامة (ضيف شرف)
- 2009: سلطان ومبروك وجميلة
- 2009: المفتش كرومبو (ضيف شرف)
- 2012: عصام والمصباح الجزء ( 2,3,4,5,6 )
- 2017: عيلة صالح

## البرامج
- هما كلمتين برنامج اذاعي 2017 - 2018
- 2021: خمس نجوم

## وصلات خارجية
- مصطفى قمر على موقع IMDb (الإنجليزية)
- مصطفى قمر على موقع الدهليز
- مصطفى قمر على موقع قاعدة بيانات الأفلام العربية
- مصطفى قمر على موقع ميوزك برينز (الإنجليزية)
- مصطفى قمر على موقع ديسكوغز (الإنجليزية)
- مصطفى قمر على موقع قاعدة بيانات الفيلم (الإنجليزية)
- مصطفى قمر على موقع ليتربوكسد (الإنجليزية)